# Chitty Chitty Bang Bang: The Magical Car
Chitty Chitty Bang Bang: The Magical Car er en børneroman skrevet af den engelske forfatter Ian Fleming, som er mest kendt for at skrive novellesamlinger og bøger om James Bond. Bogen blev skrevet til hans søn, Caspar, mens illustrationerne er lavet af John Burningham. Bogen blev første gang udgivet i 1964 af Jonathan Cape i London og Random House i New York. Senere blev bogen filmatiseret. Ian Fleming fik sin inspiration fra racerkøreren Louis Zborowskis væddeløbsbiler med flyvemaskinemotor fra starten af 1920'erne, som blev kaldt "Chitty Bang Bang".